# Suresh Wadkar

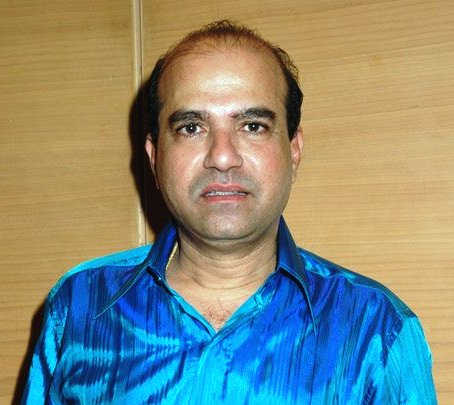

Suresh Ishwar Wadkar (Marathi: सुरेश ईश्वर वाडकर, nacido el 7 de agosto de 1954 en Kolhapur, India) es una cantante de playback o reproducción indio. Interpreta temas musicales cantados en hindi y marathi, para sus respectivas películas. También ha interpretado temas musicales para películas en bhojpuri y Konkani.

## Biografía
Suresh Wadkar nació en Kolhapur, un distrito de Dindnerli Tal. Karvir, India, en el seno de una familia de Maratha. A la edad de 8 años, comenzó a adquirir una educación básica de música de Vasant Jialal. Pronto impresionó a su gurú por su calidad de su voz. Comenzó así inicirse en la carrera musical.

## Carrera musical
Si bien se ha preparado para la música clásica de la India, entró en la competencia en el Sur-Singar en 1976. Wadkar ganó un concurso en lo cual tuvo buenas críticas por parte de famosos compositores de la industria cinematográfica en su natal India, incluyendo Jaidev. Jaidev más adelante le ofreció para que interpretara un tema musical titulado "Mein Seene Jalan" para la película "Gaman"(estrenada en 1978). También actuó en la película Paheli (publicado 1977).
En ese momento, Lata Mangeshkar, se quedó tan impresionada por su voz y le recomendó que trabajará con famosas personalidades del cine, incluyendo a Laxmikant-Pyarelal, Khayyam y Kalyanji Anandji. Laxmikant-Pyarelal, también se quedó impresionado por su voz, pronto grabó un dueto con Lata "Chal Chameli Bagh Mein" para la película "Krodhi" (lanzado en 1981). Poco tiempo después, se le dio la oportunidad de interpretar temas musicales en otras películas como Paanch Hum, Pyaasa Sawan ("Megha re Re Megha") y sobre todo, su punto de inflexión en el cine como Prem Raj Kapoor Rog (lanzado en 1982).
Wadkar también produjo una película titulada "Tanman". También fue juez en la cadena televisiva de Indian TV, un concurso de cantó llamado "Sa Re Ga Ma Pa Little Champs Internacional" y también formó parte de los Premios Sanjeet en 2005. 
Suresh ha Wadkar por primera vez interpretó una canción en la próxima película en Tamil titulado "Kanden Kadhalai". Esta película es una adaptación de la "Jab We Met Blockbuster Hindi". Además es un estilo de género ghazal llamado "Naan Mozhi Arindhaen".

## Carrera musical en Marathi
Suresh Wadkar ha trabajado con algunos de los directores de primera clase de la música en Marathi como Pt.Hridaynath Mangeshkar, Phadke Sudhir, Khale Shrinivas, Phadke Shridhar, Vasant Desai, Patki Ashok, Anil y entre otros. Son algunos de sus notables canciones en Marathi:
- Dayaghana with pt.Hridaynath Mangeshkar
- Kaal dehasi ala khau with Shrinivas Khale
- tula pahile mi with Shridhar Phadke
- Omkar swaroopa
- Pahile Na Mi Tulahjh

## Colaboraciones
Suresh Wadkar ha interpretado para una variedad de compositores dentro de la industria cinematográfica india. Lo cual incluyen:
- Shrinivas Khale (Marathi)
- Shridhar Phadke (Marathi)
- Anil-Arun
- Laxmikant Pyarelal
- Kalyanji Anandji
- R.D. Burman
- Ilayaraja
- Ravindra Jain
- Bappi Lahiri
- Khaiyyam
- Usha Khanna
- Arun Paudwal
- A.R. Rehman
- Vidyasagar
- Nadeem-Shravan
- Vishal Bhardwaj
- Rajesh Roshan
- Raamlaxman
- Shiv-Hari
- Jatin-Lalit
- Hridayanath Mangeshkar
- Shridhar Phadke
- Anand-Milind
- Anu Malik
- Himesh Reshammiya
- Shanker
- Ravi
- Chitragupta
- Jaidev
- Brahma Kumaris
- Kaushal Inamdar

- Yeh Khulla Aasmaan(2012)
- 7 Khoon Maaf(2011)
- Kanden Kadhalai(2009) (Tamil)
- Kaminey (2009)
- Ek Vivaah... Aisa Bhi (2008)
- Omkara (2006)
- Vivah (2006)
- Bal Ganesh (2006)
- Naam Gum Jayega (2005)
- Indra (2002)
- Hu Tu Tu (1999)
- Sar Utha Ke Jiyo (1998)
- Satya (1998)
- Lahoo Ke Do Rang (1997)
- Bhai (1997)
- Maachis (1996)
- Muqaddar (1996)
- Prem Granth (1996)
- Rangeela (1995)

- Udhaar Ki Zindagi (1994)
- Aaina (1993)
- In Custody (1993)
- Lootere (1993)
- Kaayda Kanoon (1993)
- Sangeet (1992)
- Parampara (1992)
- Dil Aashna Hai (1992)
- Ghar Jamai (1992)
- Vansh (1992)
- Thalapathi (1991)
- Lamhe (1991)
- Lekin... (1991)
- Henna (1991)
- Kurbaan (1991)
- Aaj Ka Samson (1991)
- Patthar Ke Phool (1991)
- The Blow (1991)
- Shiva (1990)
- Dil (1990)
- Mahasangram (1990)
- Parinda (1989)
- Bhrashtachar (1989)
- Toofan (1989)
- Purani Haveli (1989)
- Chandni (1989)
- Hero Hiralal (1988)
- Libaas (1988)
- Thikana (1987)
- Hifazat (1987) directed by Prayag Raj
- Ram Teri Ganga Maili (1985)
- Lallu Ram
- Utsav (1984)
- Sadma (1983)
- Masoom (1983)
- Disco Dancer (1982)
- Prem Rog (1982)
- Hum Paanch (1980)
- gaman (1978)
- Paheli (1977)